# Дашгын (футбольный клуб)
«Дашгын» (азерб. Daşqın Futbol Klubu) — азербайджанский футбольный клуб из города Загатала. Был основан в 1968 году. Дважды, в 1993 и 1995 годах прекращал свою деятельность. Вновь был возрожден в 2012 году.

## Из истории клуба
Клуб был основан в 1968 году в азербайджанском городе Закаталы под названием «Дашгын».
Сразу же после создания клуб принял участие в чемпионате СССР по футболу в группе «Б» 3-й Зоны, в котором были представлены клубы из Азербайджанской ССР и РСФСР. Проведя 40 игр закатальцы заняли 17 место среди 21 клуба.
В 1969 году команда приняла участие в чемпионате СССР по футболу в 9-й зоне.
В 1990 году команда приняла участие в чемпионате СССР по футболу, в подгруппе «Б», 3-й Зоны Второй низшей лиги, в котором были представлены клубы из Азербайджанской ССР. По итогам чемпионата ФК «Дашгын» заняла 7 место среди 12 клубов.
В 1991 года команда вновь приняла участие в чемпионате СССР по футболу, в подгруппе «Б», 3-й Зоны Второй низшей лиги. По итогам чемпионата ФК «Дашгын» заняла 8 место среди 20 клубов.
Дважды, в 1992 и 1993 годах принимал участие в Высшей Лиге чемпионата Азербайджана по футболу. В 1993 году занял 6 место по итогам чемпионата страны, среди 20 команд. Однако по завершении чемпионата, из-за финансовых трудностей команда приостановила свою деятельность.
Возрожденный через год клуб принял участие в чемпионате Азербайджана среди команд Первой Лиги. Не сумев добиться выхода в Высшую Лигу, команда вновь прекращает свою деятельность.
В 2012 году команда возрождается уже в третий раз, благодаря усилиям бывшего местного игрока загатальцев Вагифа Гурбанова. Руководство закатальцев решает уделить большее внимание не участию в чемпионате страны, а развитию детского футбола. Создаются детские футбольные команды разных возрастных категорий (от 11 до 14 лет), которые принимают участие в чемпионате Азербайджана.В частности команды U-11 U-13 принимают участие в республиканском первенстве Лига U-11, Лига U-13 и U-14 Лига в Северо-Западной и Карабахской зоне.
К лету 2013 года были созданы команды в 3 возрастных категориях в 9 деревнях Загатальского района.

## Статистика
| Сезон   | Чемпионат | Чемпионат | Чемпионат | Чемпионат | Чемпионат | Чемпионат | Чемпионат | Чемпионат | Чемпионат | Кубок | Бомбардиры      | Бомбардиры |
| Сезон   | Лиг.      | Поз.      | Игр       | Пб.       | Н.        | Пр.       | ЗМ        | ПМ        | О         | Кубок | Имя             | Мяч.       |
| ------- | --------- | --------- | --------- | --------- | --------- | --------- | --------- | --------- | --------- | ----- | --------------- | ---------- |
| 1992    | Выс.      | 16        | 38        | 19        | 3         | 16        | 48        | 52        | 41        | -     | Гурбан Гурбанов | 13         |
| 1993    | Выс.      | 6         | 18        | 9         | 3         | 6         | 30        | 22        | 21        | 1/32  | Гурбан Гурбанов | 11         |
| 1994/95 | Пер.      | 10        | 28        | 12        | 5         | 11        | 34        | 34        | 29        | 1/16  |                 |            |

## Знаменитые игроки
- Гурбан Гурбанов
- Муса Гурбанов
- Эльнар Мамедов (с 1992 по 1997 год)[13]